# 坂出3人殺害事件
坂出3人殺害事件（さかいでさんにんさつがいじけん）は、2007年（平成19年）11月16日未明に日本の香川県坂出市林田町で発生した殺人・死体遺棄事件。女性（当時58歳）とその孫である幼児姉妹2人（5歳および3歳）の計3人が、女性の義弟である男K（当時61歳）によって包丁で刺殺され、死体を遺棄された。
香川県警察が発行した書籍では坂出市における祖母・孫娘殺人・死体遺棄事件と呼称されている。

## 事件の概要
幼児姉妹は11月15日の18時頃に隣の祖母の家に泊まりに行き、翌16日の朝に母親が迎えに行ったところ、3人ともいなくなっていた。現場の住宅からは後述のように多量の血痕が発見されたため、香川県警察捜査一課は祖母と姉妹の計3人が事件に巻き込まれた可能性が高いと判断、11月18日には所轄署である坂出警察署に捜査本部を設置、11月16日未明から早朝までに何らかのトラブルがあったとの見方を強め、捜査を行った。
父親によれば、寝室や玄関、浴室に血痕があり、さらに寝室のカーペットはL字形に切り取られ、血はカーペットの下の畳まで染みこんでいた。
捜査本部の任意取調べに対し、祖母の義弟（祖母の妹の夫。妹は事件当時既に故人）である義理の大叔父Kが、27日までに「3人を殺害し、山中に遺体を捨てた」と犯行を認める供述をし、11月27日夜に死体遺棄容疑で逮捕された。11月28日、捜査本部が当初の供述通りに山中に向かったところ、Kが「遺体は坂出港に捨てた」と供述を一変させたため、捜査員らが坂出港に向かい、港付近の資材置き場で祖母と幼児姉妹の遺体が発見された。
11月30日、Kの供述通り坂出港海底で携帯電話を発見、12月6日にはK供述通り坂出港海底で自転車を発見。12月18日には殺人容疑で再逮捕した。なお、死体遺棄容疑について高松地方検察庁は処分保留とした。祖母は借金の返済に追われており、その関係上Kの妻（自分の妹）から金を借りており、その怨恨が犯行動機と見られる。最終的にKの単独犯行と断定された。
香川県警はこの事件を検挙した功績から、2008年（平成20年）5月13日に警察庁長官賞を受賞した。

## 刑事裁判

### 第一審・高松地裁
2008年（平成20年）7月17日、被告人Kの初公判が高松地方裁判所（菊池則明裁判長）で開かれ、罪状認否でKは「間違いありません」と述べて起訴事実を認めた。同日の公判で高松地裁はKの精神鑑定を実施することを決定したため、以後の公判は一時中断。Kは起訴事実を認めていることから、主な争点はKの刑事責任能力の有無に絞られた。
2009年（平成21年）3月9日、約8ヶ月ぶりに審理が再開され、ここからは4日間にわたる集中審理が行われて3月12日に結審。検察官は「周到な殺害準備と証拠隠滅工作を行っており、精神鑑定の結果からも完全責任能力はあった」としてKに死刑を求刑した。一方、弁護人は「知的能力が低く、広汎性発達障害の影響もあり、悪いと分かっていても行動を思いとどまることが著しく困難だった」として無期懲役が妥当と主張した。
同年3月16日、高松地裁（菊池則明裁判長）で判決公判が開かれ、高松地裁はKの完全責任能力を認めた上で「身勝手な動機に酌量の余地はない」として検察官の求刑通り死刑判決を言い渡した。弁護人はこの判決を不当として高松高等裁判所へ即日控訴した。
この判決は高松地裁史記録が残る1978年（昭和53年）以降、初の死刑判決となったほか、判決の2ヶ月後に始まる裁判員制度を見据えて第2回から結審までの公判を連日開廷方式による集中審理で行い、なおかつ、結審からわずか4日後に死刑判決が出るという、異例ずくめの裁判であった。

### 控訴審・高松高裁
2009年（平成21年）9月10日、高松高裁（柴田秀樹裁判長）で控訴審初公判が開かれ、弁護人は、犯行時にKが妄想性障害だったとして精神鑑定の実施を求めたが、裁判長は申請を却下し、公判は即日結審した。
同年10月14日、高松高裁（柴田秀樹裁判長）で控訴審判決公判が開かれ、Kの控訴を棄却する判決を言い渡した。弁護側はこの判決を不当として最高裁判所へ即日上告した。

### 上告審・最高裁第一小法廷
2012年（平成24年）6月11日、最高裁第一小法廷（白木勇裁判長）で上告審弁論が開かれ、弁護人は犯行には周到な計画性がなく、死刑は重すぎると訴えた。
同年7月12日、最高裁第一小法廷（白木勇裁判長）は「死体を運び出すシートを用意するなど綿密な準備をしていた。孫の殺害には偶発的な面があるにせよ、3人殺害という結果は重大」としてKの上告を棄却する判決を言い渡したため、Kの死刑判決が確定した。

## 死刑確定後
かくしてKは死刑確定者（死刑囚）となり、2014年（平成26年）6月26日に収監先の大阪拘置所で死刑を執行された（68歳没）。死刑確定から1年11か月での死刑執行は、当時の過去10年間の死刑確定から執行までの平均期間である5年6か月より短かった。当時の法務大臣は谷垣禎一で、谷垣が就任した2012年（平成24年）12月から2013年（平成25年）12月にかけては4回の死刑執行が行われており、過去4回の死刑執行の間隔は2 - 5か月だったが、この死刑執行は前回の2013年（平成25年）12月から約6か月の間が空いていた。その要因としては、2014年（平成26年）3月に静岡地裁が、「袴田事件」で死刑が確定していた袴田巌（2024年10月に再審で無罪判決が確定）に対し再審開始決定を出し、それがきっかけで死刑制度や冤罪に対する世論の関心が高まっていたためではないかと指摘されている。

## 報道と遺族の反応
当初は「行方不明事件」と報じられ、家族は積極的にテレビ番組の取材に答え「とにかく早く帰ってきてほしい」と訴えた。しかし、安否がなかなか分からず家族もいらだち始め、虚偽の自宅間取り図や、行方不明とされた子供2人の顔写真と名前がフリップボードで逆に付されるなどの誤った報道内容にも不満を述べた。やがて、父親の名前がある著名人と似ていたことから「画伯」といった心無いあだ名を付けられたり、強面の風貌である上、疲れからマスコミに憤る被害女児姉妹の父親の様子などを中心に扱うなど、一部のテレビ番組と週刊誌の報道では、父親に対し「犯人ではないか」とする報道姿勢などが目立った。このように過熱するメディアの取材攻勢を受けて、香川県警記者クラブは総会を開き「節度ある取材を確認」する事態となった。前年の秋田児童連続殺害事件同様メディアスクラム状態になってしまった上、週刊誌ではこの事件との関連付けすら行われていた。このような報道姿勢は、真犯人であるKが被疑者として逮捕されるまで続いた。
特にみのもんたは『みのもんたの朝ズバッ!』（TBS系）の11月19日の放送で（行方不明になってから、通報に至るまで1時間かかったことについて）「普通すぐに電話しない?（略）警察署に行って届け出てる。普通だったらそのまま電話しないかねぇ?」「不思議だねぇ」と被害者の家族を嫌疑し、あからさまに犯人扱いするかのような発言を執拗に繰り返した。被害女児姉妹の父親は取材に対し「みのもんたさんに聞きたかった。オレが殺したんか、と」と怒りをあらわにした。当初は問題発言をしたみのは沈黙していたが、2008年1月になってみのがTBSの幹部職員と共に被害者家族と対面し謝罪したと報じられている。
みのの発言を受けて俳優の星野奈津子は、犯人は被害者家族（父親）であるとの憶測や、父親が犯人であってほしいとの会話を家族で交わしていると自身のブログに書き込み、この星野のブログの記事に批判が寄せられ、11月20日に星野は所属事務所から1年間の謹慎処分を受け、問題のブログ記事も削除された。